# Kosmos 1001
Kosmos 1001 ist eine Tarnbezeichnung für den ersten unbemannten Testflug des sowjetischen Raumschiffs Sojus 7K-ST. Es war in der Sowjetunion üblich, nur erfolgreichen Missionen einen offiziellen Namen zu geben. Fehlgeschlagene Flüge wurden meistens gar nicht und Testflüge lediglich unter der allgemeinen Tarnbezeichnung Kosmos bekanntgegeben.

## Missionsüberblick
Dies war der erste Testflug eines neuen Sojus-Raumschiffs vom Typ 7K-ST (Sojus-T), das als Zubringerschiff für die Saljut-Stationen dienen sollte. Es basierte auf dem Typ Sojus 7K-S, welches für autonome militärische Flüge gedacht war, aber nie zum Einsatz kam. Nach drei Bahnmanövern trat das Raumschiff am 15. April 1978 wieder in die Erdatmosphäre ein. Der Flug wurde als Fehlschlag gewertet.